# Inverso Pinasca
Inverso Pinasca (tiếng Piedmonte: L'Invers ëd Pinasca; tiếng Occitan: L'Ënvers de Pinacha) là một đô thị có 600 dân ở tỉnh Torino trong vùng Piedmont của Ý. Đô thị này cách thành phố Torino khoảng 40 km về phía tây nam.
Inverso Pinasca giáp các đô thị: Perosa Argentina, Pinasca, Pomaretto, Villar Perosa, Pramollo, và San Germano Chisone.